# Вьекес
Вье́кес (исп. Isla de Vieques) — второй (135 км²) по площади остров Пуэрто-Рико.

## География

Топографическая карта острова Вьекес.

Находится в 13 км восточнее главного острова Пуэрто-Рико, геологически относится к Виргинским островам (т. н. Испанские Виргинские острова — вместе островом Кулебра и множественными мелкими островками).
Климат — тропический, со среднемесячными температурами 28-31 °С. В год выпадает 1100—1400 мм осадков.

## Население
Население — 9301 человек (2010), в основном в двух городках — Исабель-Сегунда и Эсперанса.

## Экономика
Основа экономики — туризм и сельское хозяйство (выращивание тропических фруктов).

## Известные уроженцы и жители
- Луис, Хуан Франко (1940—2011) — губернатор Американских Виргинских островов (1978—1987)

## Галерея

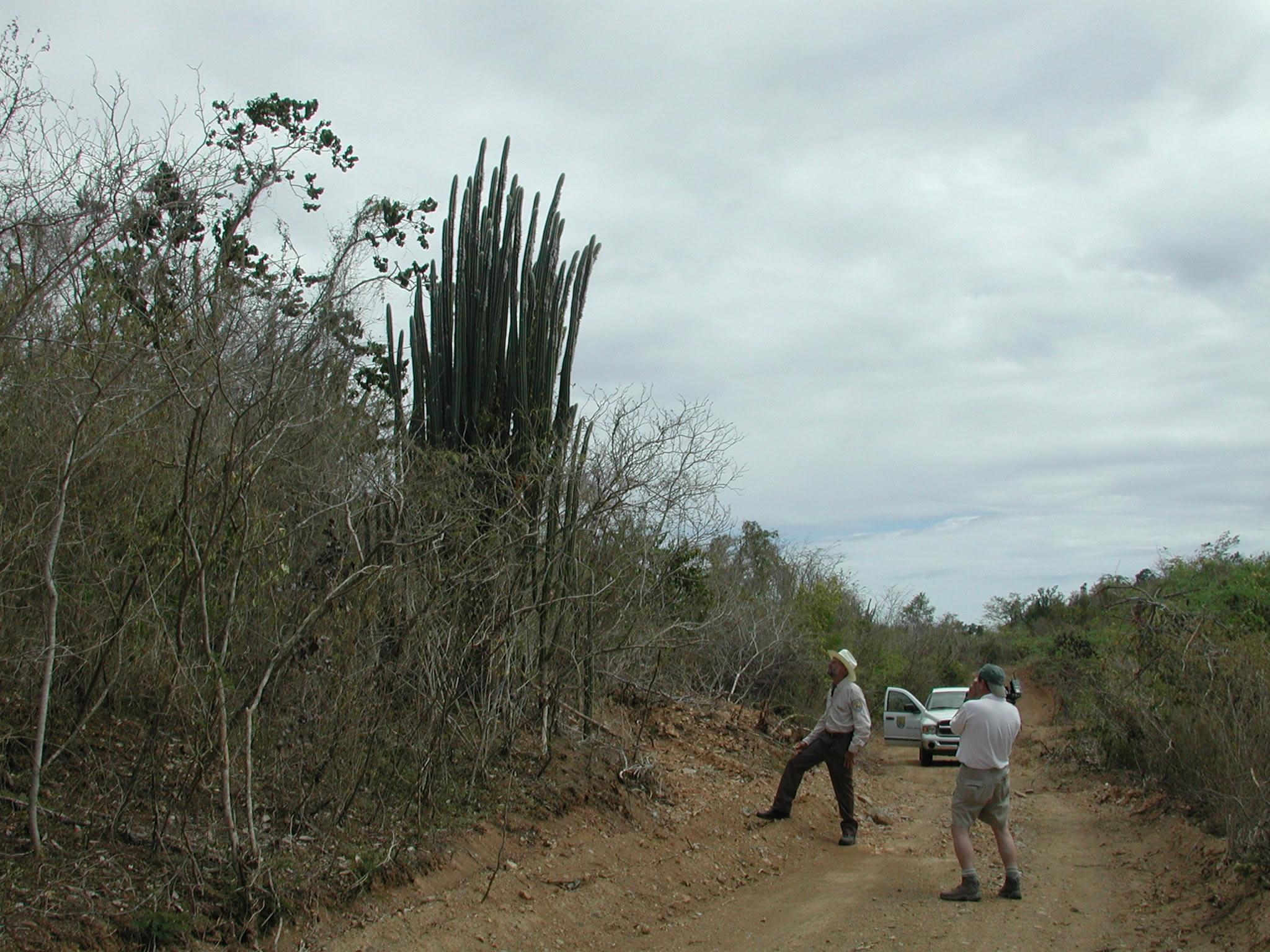
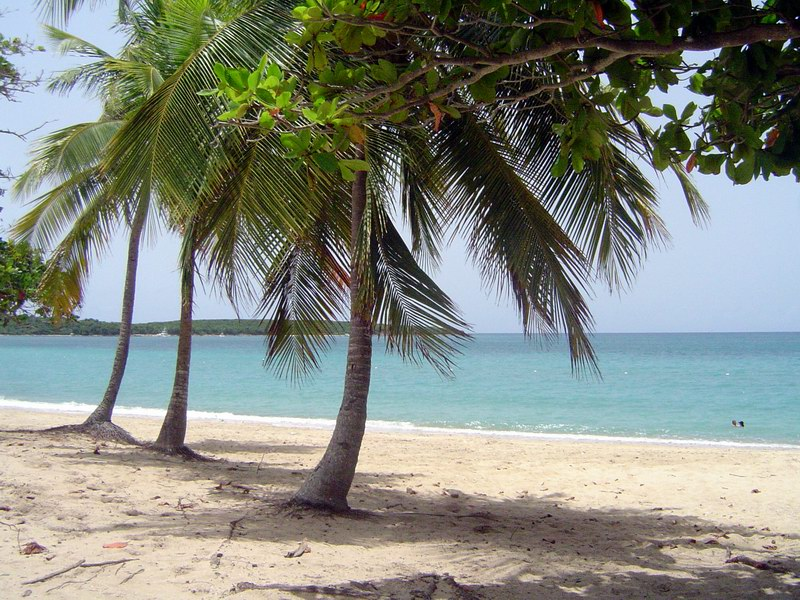
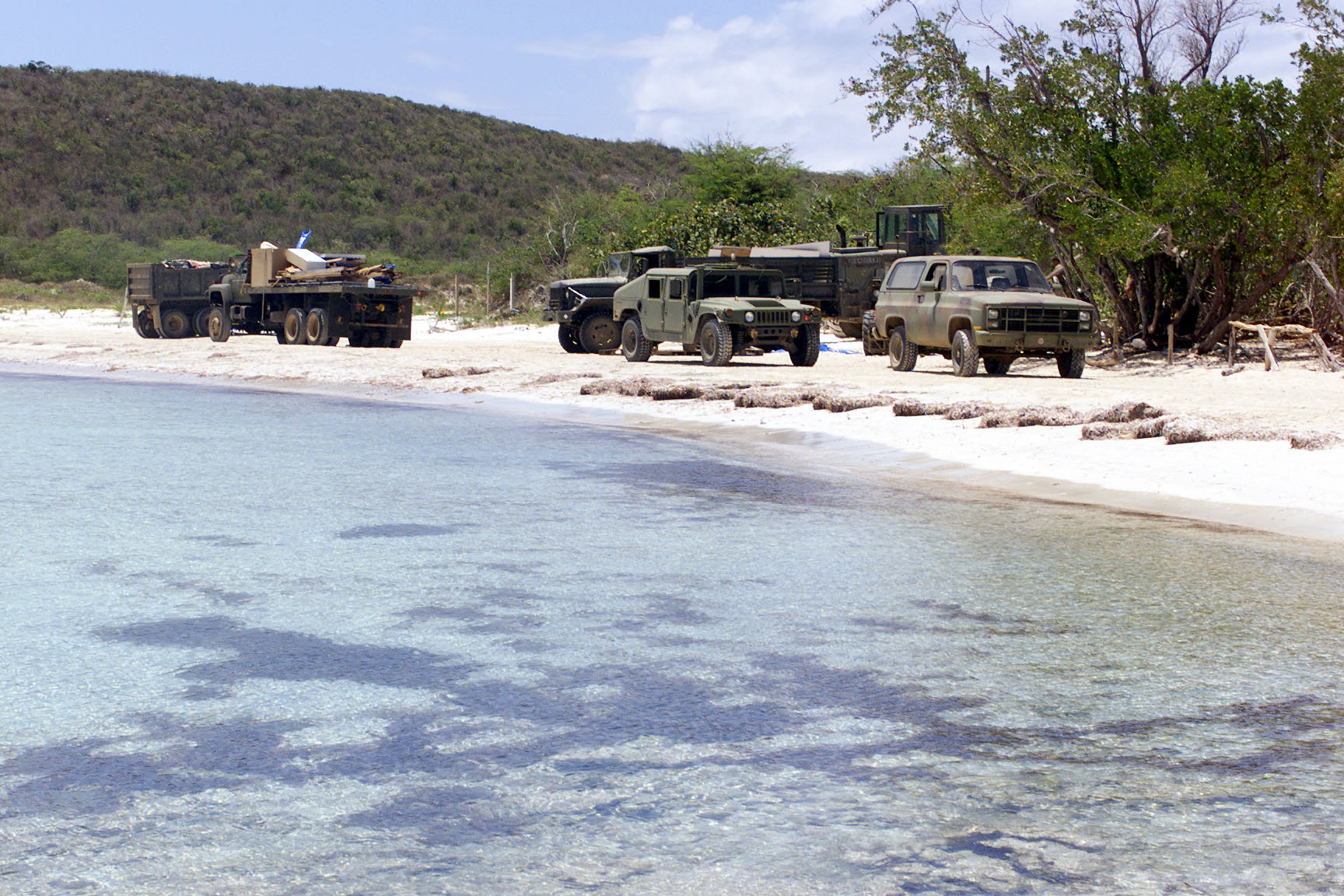
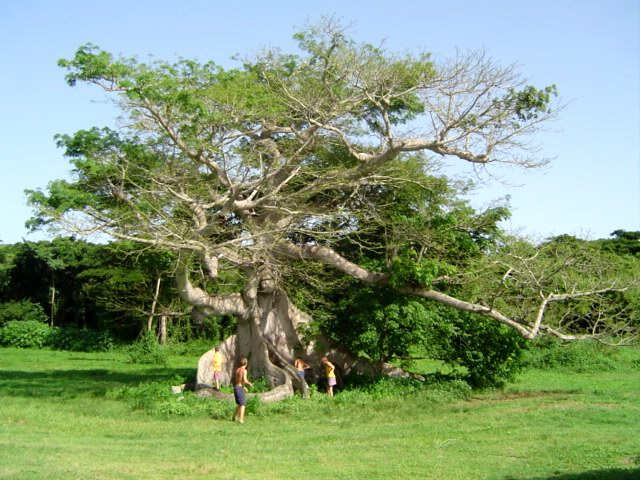